# Georgios Kornezos
Georgios Kornezos (řecky: Γεώργιος Κορνέζος, * 23. února 1998) je řecký profesionální fotbalista, který hraje na pozici středního obránce za český klub FC Baník Ostrava.
Dne 30. ledna 2025 Kornezos podepsal smlouvu s českým prvoligovým klubem Baník Ostrava do roku 2026 s opcí na prodloužení.